# Lac de Narlay
Der Lac de Narlay ist ein See im französischen Jura, im Département Jura, rund 10 km südlich von Champagnole in der Franche-Comté. Er liegt auf 748 m auf dem Boden der Gemeinde Le Frasnois und nimmt eine Fläche von rund 0,4 km² ein. Der See ist 950 m lang und maximal 625 m breit. Seine größte Tiefe beträgt 40 m.

## Geografie
Der Lac de Narlay liegt in einer Mulde nordöstlich von Le Frasnois, in der Region der fünf Seen. Er ist eingebettet zwischen die Waldhöhen von Sur les Agrailles (889 m) im Norden und Mont des Ifs (892 m) im Südosten. Besonders im Südosten besitzt der See steile Uferpartien, ansonsten sind die Ufer relativ flach und teilweise von einem schmalen Sumpfgürtel gesäumt. Anders als die übrigen Seen der Region ist der Lac de Narlay nicht in erster Linie glazialen Ursprungs, sondern entstand als Folge des Einsturzes eines Karsthöhlensystems.
Gespeist wird der Lac de Narlay durch einige Quellen an den Hängen der umliegenden Höhen. Die Entwässerung erfolgt unterirdisch durch mehrere sublakustrische Versickerungstrichter in der Nähe des Westufers. Markungsversuche haben ergeben, dass das Wasser in der Quelle Source du Moulin beim Lac de Chalain wieder zu Tage tritt. Somit gehört der Lac de Narlay zum Einzugsgebiet des Lac de Chalain, während die benachbarten Lacs de Maclu und Lac d’Ilay zum Hérisson entwässert werden.

## Tourismus
Die Landschaft um den Lac de Narlay steht unter Naturschutz. Baden und Bootfahren sind nicht erlaubt. Gleichwohl wird der See im Sommer gelegentlich zum Baden und wegen seiner Tiefe auch zum Tauchen genutzt. Angeln ist mit besonderer Erlaubnis (carte de pêche) gestattet. Das Wasser ist besonders sauber, so dass in dem See äußerst seltene Süßwasserkrebse leben, die auch unter Naturschutz stehen. Am westlichen Ufer befindet sich ein während der Sommermonate geöffneter Campingplatz. Um den See herum sind Wandern und Mountainbikefahren möglich.

## Legende

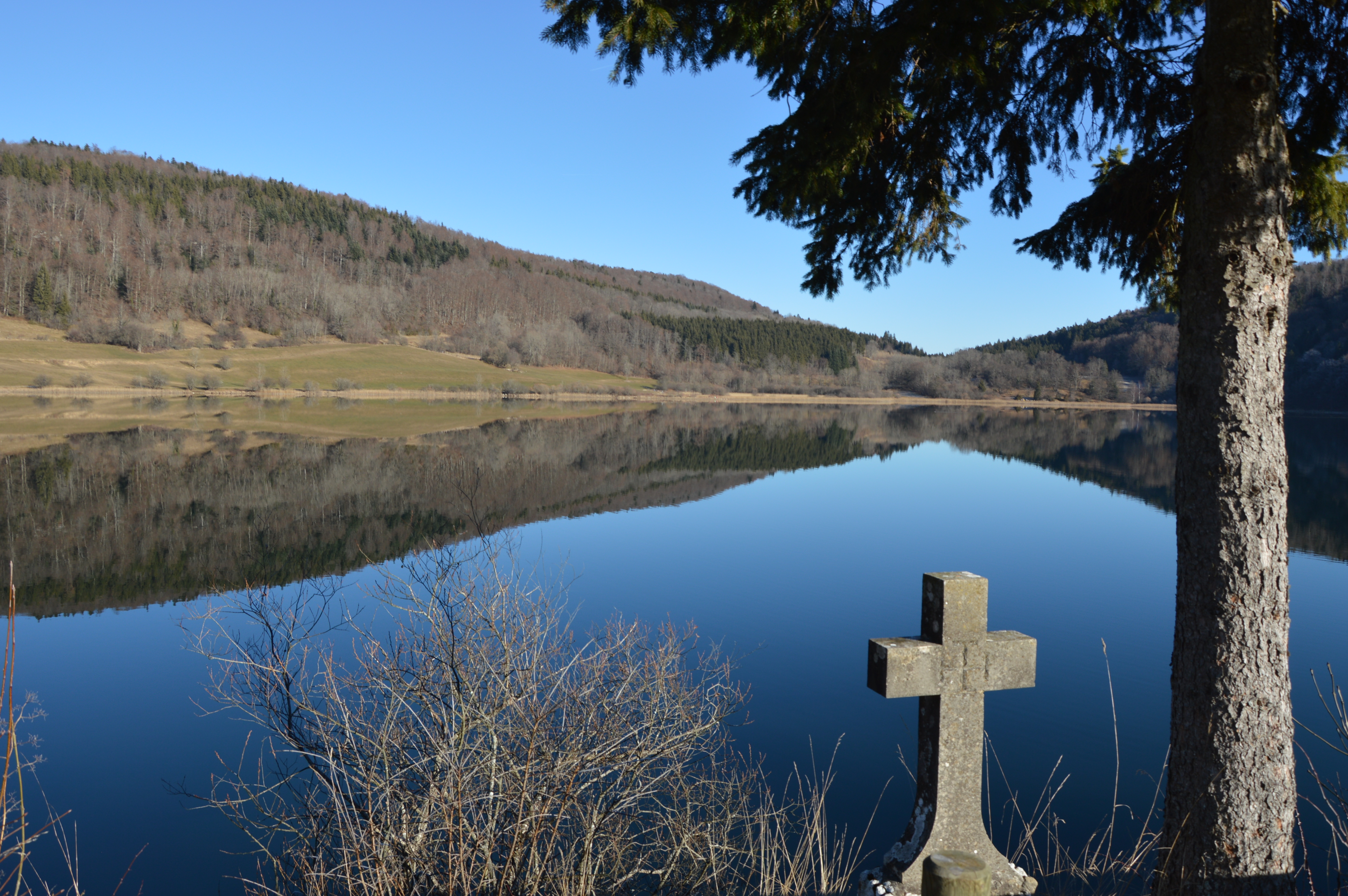
Einer alten Legende nach versank ein Dorf im heutigen See.

Nach einer alten Legende lag das ufernahe Dorf Frasnois auf dem Gebiet des heutigen Sees. An einem schönen Weihnachtstag kam eine alte Bettlerin in den Ort, um Almosen zu erbitten, doch niemand wollte ihr helfen, außer ein blinder Mann. Die Bettlerin war jedoch in Wahrheit eine Hexe, die es nun auf das Dorf regnen ließ, bis es in den Fluten völlig versank. Nur das Haus des Blinden, das etwas außerhalb des Ortes lag, wurde verschont. Die Legende endet damit, dass an den Weihnachtstagen das Schreien eines Hahnes aus dem versunkenen Ort zu hören ist. Die Geschichte erzählt auch, dass Seejungfrauen dem Wasser des Sees die Eigenschaft gaben, Wäsche ohne weitere Hilfsmittel zu bleichen.